# Kaspárov versus El Mundo

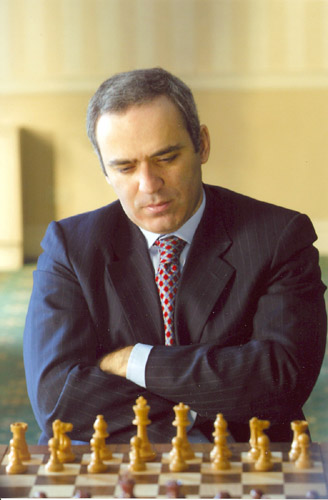
Garry Kasparov

Kaspárov contra el mundo fue un juego de ajedrez jugado en 1999 a través del Internet. Jugando el lado de las blancas, Garry Kaspárov se enfrentó al resto del mundo en una consulta pública, en la que las jugadas del Equipo Mundo se decidían a través de una votación de pluralidad. Más de 50,000 personas, provenientes de más de 75 países, participaron en el juego.
El juego fue alojado y promovido por MSN Gaming Zone, con patrocinios del banco First USA. Después de 62 movimientos jugados a lo largo de cuatro meses, Kaspárov ganó el juego. Contrario a las expectativas, el juego produjo una mezcla de ideas profundas en táctica y estrategia; y a pesar de su victoria, Kaspárov admitió que nunca se había esforzado tanto en ningún otro juego en su vida. Después dijo: "Es el más grande juego en la historia del ajedrez. La vasta cantidad de ideas, la complejidad y la contribución que ha aportado al ajedrez lo hace el juego más importante jamás jugado."

## Previo al juego
En 1999, Kaspárov era el campeón del mundo y contaba con la ventaja de jugar piezas blancas; además de que los ejemplos anteriores de votación por Internet habían producido solo una competencia mediocre. Por ejemplo, en 1996, Anatoli Kárpov jugó con las piezas negras contra el resto del mundo y ganó.
El equipo Mundo tenía varios puntos a su favor, algunos de los cuales eran una novedad para un juego por Internet. Primero, cuatro jóvenes estrellas del ajedrez fueron seleccionadas por MSN para sugerir movimientos para el equipo Mundo. Ellos eran, en orden decreciente de ranking FIDE: Étienne Bacrot, Florin Felecan, Irina Krush y Elisabeth Paehtz. Daniel King, originalmente reclutado como comentarista, a menudo sirvió también como un quinto asesor para el equipo. Segundo, el ritmo de juego fue establecido a una jugada por día; esto es, Kaspárov tenía 24 horas para considerar cada una de sus jugadas, y el equipo Mundo tenía 23 horas para responder. Tercero, MSN alojó un sistema para permitir la discusión de los movimientos del equipo. Se esperaba que estas ventajas pudieran, en conjunto, permitir una auténtica colaboración interna y así aumentar el nivel de juego.
El equipo Mundo también se benefició de una organización conocida como "The Computer Chess Team" (El equipo de ajedrez por computadora) costeado y liderado por Gordon Swobe. Este equipo usó la computación distribuida para analizar cada movimiento y hacer así recomendaciones al mundo.
Kaspárov hizo su primer movimiento 1.e4 el 21 de junio, y el equipo Mundo votó con una pluralidad del 41% encontrarlo "en su propio territorio" jugando la defensa siciliana.

## El juego
- Blancas: Garry Kasparov
- Negras: Equipo Mundo
- Apertura: Defensa siciliana, ataque Canal-Sokolsky (ECO B52)

### Jugadas 1–10

#### 1. e4 c5 2. Nf3 d6 3. Bb5+
|       |       |       |       |       |       |       |       |       |  |
|       | a8 rd | b8 nd | c8 bd | d8 qd | e8 kd | f8 bd | g8 nd | h8 rd |  |
| a7 pd | b7 pd | c7    | d7    | e7 pd | f7 pd | g7 pd | h7 pd |       |  |
| a6    | b6    | c6    | d6 pd | e6    | f6    | g6    | h6    |       |  |
| a5    | b5 bl | c5 pd | d5    | e5    | f5    | g5    | h5    |       |  |
| a4    | b4    | c4    | d4    | e4 pl | f4    | g4    | h4    |       |  |
| a3    | b3    | c3    | d3    | e3    | f3 nl | g3    | h3    |       |  |
| a2 pl | b2 pl | c2 pl | d2 pl | e2    | f2 pl | g2 pl | h2 pl |       |  |
| a1 rl | b1 nl | c1 bl | d1 ql | e1 kl | f1    | g1    | h1 rl |       |  |
|       |       |       |       |       |       |       |       |       |  |

La tercera jugada de Kaspárov fue inusual para él. Normalmente jugaba el más ambicioso 3.d4 in esta posición, abriendo inmediatamente el juego. Lo que terminó jugando puede resultar en un juego cerrado con solo una retirada estratégica para Blancas. Kaspárov se disculpó con el Equipo Mundo por esta jugada, bajo la excusa de estar en preparación para su aparición en el campeonato mundial en 2000. Se presume, tenía preparadas algunas innovaciones sobre sus líneas principales de juego y no quería revelarlas antes de tiempo.

#### 3... Bd7 4. Bxd7+ Qxd7 5. c4
Alrededor del 3% de los espectadores querían que Negras jugara 4...Nxd7, pero perdieron la votación contra aquellos que pensaban que la dama de Negras estaba a salvo en los cuadros blancos, ya que el alfil claro de Blancas no estaba en buena posición, y prefirieron desarrollar el caballo a c6. Con c4, Kaspárov afianzó su dominio en el escaque d5 al avanzar al peón-c antes de desarrollar su caballo de dama, que se unió al ataque sobre d5 en la siguiente jugada. La formación resultante de los peones de Blancas se conoce a menudo como el Lazo de Maróczy, una forma de limitar la movilidad de las Negras. El equipo Mundo respondió con un reto al control del escaque d4.

#### 5... Nc6 6. Nc3 Nf6 7. 0-0 g6
Ahora Negras debían intentar enrocar en el flanco de rey y puede prepararlo si desarrolla al alfil de rey ya sea a la fila "e" o "g". En lugar de mover el peón en "e" a e6 o e5 y poder bloquear así al alfil en escaques oscuros con el peón en "d", el equipo Mundo decidió desarrollar en fianchetto al otro alfil, retando aún más los escaques oscuros centrales. Kaspárov inmediatamente rompió el centro con su peón de dama antes de que el alfil negro pudiera desarrollarse.

#### 8. d4 cxd4 9. Nxd4 Bg7 10. Nde2
El centro presenta demasiada actividad para el caballo de Blancas en d4, ya que el equipo Mundo amenazaba un ataque a la descubierta si movía su caballo desde f6, descubriendo al alfil en g7. Intercambiar caballos en c6 habría sido tonto para Kaspárov, ya que podría haber traído un peón de Negras a c6, dándole al equipo Mundo un mayor control sobre d5; en lugar de ello era recomendable una retirada. Todas las jugadas de Kaspárov hasta este momento se consideraban como buenas de acuerdo a la teoría de aperturas del tiempo. Si Blancas hubiera querido alcanzar las metas estratégicas de su línea de apertura (es decir, restringir la posición de Negras sin permitir un contraataque) entonces una jugada diferente (10.Nc2) o un distinto orden de jugadas era necesario. Hoy es más popular 7.d4 y después de 7...cxd4 8.Nxd4 Qe6 se perdería la dama. 7.d4 permite otras jugadas con 7...Qg4 o bien 7...cxd4 8.Nxd4 Qg4.

#### 10... Qe6!?
|       |       |       |       |       |       |       |       |       |  |
|       | a8 rd | b8    | c8    | d8    | e8 kd | f8    | g8    | h8 rd |  |
| a7 pd | b7 pd | c7    | d7    | e7 pd | f7 pd | g7 bd | h7 pd |       |  |
| a6    | b6    | c6 nd | d6 pd | e6 qd | f6 nd | g6 pd | h6    |       |  |
| a5    | b5    | c5    | d5    | e5    | f5    | g5    | h5    |       |  |
| a4    | b4    | c4 pl | d4    | e4 pl | f4    | g4    | h4    |       |  |
| a3    | b3    | c3 nl | d3    | e3    | f3    | g3    | h3    |       |  |
| a2 pl | b2 pl | c2    | d2    | e2 nl | f2 pl | g2 pl | h2 pl |       |  |
| a1 rl | b1    | c1 bl | d1 ql | e1    | f1 rl | g1 kl | h1    |       |  |
|       |       |       |       |       |       |       |       |       |  |

Negras finalmente aseguró su oportunidad de enrocar, pero en lugar de ello decidió complicar la posición. Esta jugada fue una novedad por el equipo Mundo, es decir una jugada que nunca se había visto en una partida registrada. Krush descubrió y analizó la jugada y le pidió a Paehtz que la recomendara también para darle una mejor oportunidad de ganar la votación. Su recomendación combinada, además de la discusión en el foro, fueron suficientes para ganarle 53% de la votación. Después de esta jugada, MSN pidió formalmente que los cuatro analistas oficiales no se coordinaran entre sí, quizá para asegurar una mayor variedad de recomendaciones. Los analistas trabajaron aislados el uno del otro a partir de ese momento.
Desde entonces, 10...Qe6 ha sido jugado con frecuencia, aunque de acuerdo a ChessBase, 10...0-0 también sigue siendo una opción popular.
A este punto en el juego se hacían aparentes algunos aspectos de la colaboración interna del equipo Mundo:
- Al ver los resultados de la votación, era claro ver que a pesar de que el equipo Mundo lograba escoger movidas teóricamente correctas, había muchos jugadores amateur en la votación. Algunas jugadas demostrablemente malas conseguían un porcentaje significativo de votos; y aún peor, en la jugada 12, alrededor del 2.4% de los votantes escogieron jugadas ilegales que no conseguían que el equipo Mundo saliera de jaque
- El equipo Mundo no se coordinaba bien en el foro de discusión. Los mensajes típicos tenían una fuerte carga emocional y a menudo tenían un tono de confrontación, con lenguaje soez. Se dedicaba más tiempo y esfuerzo en flaming que al análisis.

La décima jugada fue un punto de inflexión para el equipo Mundo, no solo por mejorar la percepción pública de Krush y por alentar al equipo, sino porque abrió el tablero por completo. La Dama de Negras atacó en tenedor a los peones centrales de Kaspárov; él no podría salvarlos a ambos. Contraatacar con 11.Qb3 llevaría a la respuesta 11...0-0 12.Qxb7 Rfc8, y el equipo Mundo habría ganado un peón central con un intercambio favorable. Kaspárov se vio obligado a entrar a la tormenta en los movimientos siguientes.

### Jugadas 11–20

#### 11. Nd5 Qxe4 12. Nc7+ Kd7 13. Nxa8 Qxc4 14. Nb6+ axb6
|       |       |       |       |       |       |       |       |       |  |
|       | a8    | b8    | c8    | d8    | e8    | f8    | g8    | h8 rd |  |
| a7    | b7 pd | c7    | d7 kd | e7 pd | f7 pd | g7 bd | h7 pd |       |  |
| a6    | b6 pd | c6 nd | d6 pd | e6    | f6 nd | g6 pd | h6    |       |  |
| a5    | b5    | c5    | d5    | e5    | f5    | g5    | h5    |       |  |
| a4    | b4    | c4 qd | d4    | e4    | f4    | g4    | h4    |       |  |
| a3    | b3    | c3    | d3    | e3    | f3    | g3    | h3    |       |  |
| a2 pl | b2 pl | c2    | d2    | e2 nl | f2 pl | g2 pl | h2 pl |       |  |
| a1 rl | b1    | c1 bl | d1 ql | e1    | f1 rl | g1 kl | h1    |       |  |
|       |       |       |       |       |       |       |       |       |  |

Después de algunas jugadas forzadas por ambas partes, Kasparov hizo una jugada desperado con su caballo para provocar que el equipo Mundo tuviera peones doblados. El juego, materialmente hablando, estaba aún parejo, con un caballo y dos peones en equilibrio con una torre. En cuanto a la posición, el equipo Mundo tenía la desventaja de tener peones doblados y al Rey cerca del centro, pero la ventaja de un desarrollo más avanzado y una mayor masa de peones en el centro. Sin peones centrales, Kaspárov no tenía ninguna forma clara de exponer al Rey de Negras. De acuerdo a varios comentaristas[¿quién?] el equipo Mundo estaba al menos en las mismas condiciones y era quizá Kaspárov el que debía pelear a contra corriente.
Kaspárov respondió al reto con una jugada excelente escogida de entre alternativas que podrían haberle dado al equipo Mundo una fuerte iniciativa. Por ejemplo, era tentador molestar a la Dama de Negras y posiblemente atacar con fianchetto al alfil de Dama con 15.b3, pero esto habría motivado al equipo Mundo a iniciar un ataque del lado del Rey con 15...Qh4. Otra alternativa hubiera sido seguir ciegamente la máxima que reza "nunca muevas una pieza dos veces en la apertura cuando puedes desarrollar otra pieza" con 15.Be3, lo que le habría permitido al equipo Mundo jugar 15...Nd5, llevando el caballo de Negras al escaque que más quería ocupar. Kaspárov se decidió por responder a d5, lo cual mitigó el efecto del alfil de Negras en g7, a la vez que mantenía una posición compacta y flexible.

#### 15. Nc3!
En la jugada 15, el equipo Mundo mantuvo un debate acalorado alrededor de varias alternativas prometedoras, incluyendo 15...e6 (aún en desafío de d5), 15...d5 (la ocupación directa de d5), 15...Ne4 (un intercambio por la pieza mejor posicionada de Kaspárov), 15...Rd8 (buscando un enroque artificial y movilizar a los peones centrales), 15...Ra8 (ejerciendo presión en el flanco de la Dama y amenazando un rook lift a través de a5), y 15...b5 (amenazando una desconexión del caballo de Blancas y ejerciendo presión en flanco de la Dama). Esta gran disponibilidad de opciones fuertes disponibles para el equipo Mundo se vio reflejada en la diversidad de recomendaciones de los analistas.
Para este momento, varios clubes de ajedrez comenzaron a publicar análisis diarios para complementar los que estaban disponibles en el foro y sitio web oficiales. Uno de los más prominentes en esta etapa fue "The Grand Master Chess School" o GM School, un consorcio de varios Grandes Maestros en San Petersburgo. Para la jugada 15 del equipo Mundo, apoyaron la recomendación 15...b5 de Paehtz. Se esperaba que la recomendación no oficial de GM School fuera influyente en el voto, principalmente porque los analistas oficiales no llegaban a un acuerdo, pero 15...b5 fue votado en segundo lugar con 15% del voto frente a la idea de Jon Speelman de jugar 15...Ra8 con 48% del voto.

#### 15... Ra8
Los resultados de la votación fueron un reflejo de la coordinación creciente dentro del equipo Mundo. Krush mantenía un árbol de análisis y lo actualizaba constantemente con las sugerencias y rechazos del foro de discusión. Esto no solo le permitió al equipo Mundo evitar la duplicación de esfuerzos, sino que sirvió como un elemento central y detallado para discutir las jugadas recomendadas.
Krush facilitaba entonces dos servicios simultáneos: no solo la recomendación de una buena jugada sino también la construcción del consenso alrededor de una buena jugada. Dado que ella se había convertido en el centro del esfuerzo cooperativo del equipo Mundo (en contraste con los esfuerzos individuales, aún si eran heroicos), varios jugadores con aún mayor ranking comenzaron a compartirle ideas para que ella pudiera incorporarlas en su análisis. Particularmente, Alexander Khalifman mantuvo correspondencia constructiva con ella.

#### 16. a4!
Esta jugada fue dirigida hacia la maniobra de respuesta 16...Ra5, que podía ser enfrentada con 17.Nb5!, lo que paralizaba al flanco de la Dama de Negras. Al mismo tiempo, Kaspárov amenazaba su propio rook lift  a través de Ra34, que podría deshacer los planes de Negras en varias continuaciones. Finalmente 16.a4 evitaba que los peones doblados en b avanzaran, lo cual los hacía un objetivo a futuro. El juego había sido poco claro y dinámico, pero aquí parecía que súbitamente el equipo Mundo buscaba fuertemente mantener el equilibrio.
Nuevamente, la jugada 16 recibió cuatro diferentes recomendaciones de los cuatro analistas. Esta vez la sugerencia de Krush de 16...Ne4 consiguió un 50% del voto, comparado con el segundo lugar 16...Nd4 con 14% del voto.

#### 16... Ne4 17. Nxe4 Qxe4 18. Qb3
|       |       |       |       |       |       |       |       |    |  |
|       | a8 rd | b8    | c8    | d8    | e8    | f8    | g8    | h8 |  |
| a7    | b7 pd | c7    | d7 kd | e7 pd | f7 pd | g7 bd | h7 pd |    |  |
| a6    | b6 pd | c6 nd | d6 pd | e6    | f6    | g6 pd | h6    |    |  |
| a5    | b5    | c5    | d5    | e5    | f5    | g5    | h5    |    |  |
| a4 pl | b4    | c4    | d4    | e4 qd | f4    | g4    | h4    |    |  |
| a3    | b3 ql | c3    | d3    | e3    | f3    | g3    | h3    |    |  |
| a2    | b2 pl | c2    | d2    | e2    | f2 pl | g2 pl | h2 pl |    |  |
| a1 rl | b1    | c1 bl | d1    | e1    | f1 rl | g1 kl | h1    |    |  |
|       |       |       |       |       |       |       |       |    |  |

En la jugada 16, el equipo Mundo forzó a Kaspárov a intercambiar su única pieza que no estaba en la fila inicial, a la vez que desenmascaraba la acción del alfil en g7. Kaspárov respondió con un ataque en tenedor de dama sobre los peones en b6 y f7. La pérdida de un peón parecía inevitable, pero el equipo Mundo encontró un contraataque. En el foro de discusión se debatían las jugadas 18...e6 19.Qxb6 Nd4, para asegurar que se perdería al peón doblado más débil; o la jugada más agresiva 18...Nd4, que permitía 19.Qxf7. Se sugirió la jugada sutil 18...f5 y, después de ser discutida, no había un consenso fuerte.
La fortaleza del consenso interno del foro se usó a prueba cuando otros tres analistas recomendaron de forma unánime 18...Nd4. Al votar, se decidió con un 43% de los votos a favor de la recomendación de Krush de 18...f5, y 35% a favor de la recomendación 18...Nd4. Esto causó una álgida acusación en el foro señalando que Krush "se había adueñado del juego". Esta acusación es difícilmente una exageración, ya que las recomendaciones de Krush fueron seleccionadas en todas las jugadas desde la 10 y hasta la 50.

#### 18... f5!
El equipo Mundo le cedió a Kaspárov el peón en b6, pero a un precio. Después de 19.Qxb6 Nd4, el equipo Mundo tendría amenazas dobles en Nc2 y Ra6, asegurándose un juego muy activo para el peón. Si Kaspárov decidiera desarrollar con 19.Be3, el equipo Mundo podría haber ofrecido un intercambio de dama con 19...Qb4, y se apoyaba en la masa de peones centrales como fortaleza en cualquier final. En lugar de estas, Kaspárov encontró una vez más una continuación poderosa: una jugada de desarrollo con posibilidades aún más fuertes para atacar.

#### 19. Bg5
Kaspárov, enfrentándose a una resistencia mucho más concreta que lo que imaginaba del equipo Mundo, comenzó a dejar insinuaciones de estar jugando efectivamente contra GM School y no contra el Internet como un todo, pero la jugada 19 (entre otras) deshizo esa teoría. GM School recomendó 19...Qd4, mientras que el foro encontró un error en su análisis y favoreció en general a 19...Qb4 por tener mayor fuerza. Por otra parte, farios de los Grandes Maestros de GM School estaban ocupados con otros compromisos, y el análisis del equipo Mundo se veía dirigido por un grupo de Maestros Internacionales, Maestros de los Estados Unidos y docenas de amateurs explorando y revisando incontables líneas con software de ajedrez.
En esta jugada en particular, la votación se complicó debido a una gran fracción a favor de 19...Nd4, con un contraataque, y esta fue la recomendación tanto de Felecan como de Paehtz. La votación ganadora de un 35% a favor de 19...Qb4 fue la menor en todas las jugadas de la partida, probablemente porque la jugada esencialmente forzaba a Kaspárov a intensificar su ataque en el flanco del rey. Nótese que un intercambio de damas estaba fuera de los planes estratégicos de Blancas, ya que llevaba a un final favorable para Negras.

#### 19... Qb4 20. Qf7
|       |       |       |       |       |       |       |       |    |  |
|       | a8 rd | b8    | c8    | d8    | e8    | f8    | g8    | h8 |  |
| a7    | b7 pd | c7    | d7 kd | e7 pd | f7 ql | g7 bd | h7 pd |    |  |
| a6    | b6 pd | c6 nd | d6 pd | e6    | f6    | g6 pd | h6    |    |  |
| a5    | b5    | c5    | d5    | e5    | f5 pd | g5 bl | h5    |    |  |
| a4 pl | b4 qd | c4    | d4    | e4    | f4    | g4    | h4    |    |  |
| a3    | b3    | c3    | d3    | e3    | f3    | g3    | h3    |    |  |
| a2    | b2 pl | c2    | d2    | e2    | f2 pl | g2 pl | h2 pl |    |  |
| a1 rl | b1    | c1    | d1    | e1    | f1 rl | g1 kl | h1    |    |  |
|       |       |       |       |       |       |       |       |    |  |

En la jugada 20, existía la tentación para que el equipo Mundo capturara un peón y protegiera al alfil en g7 con 20...Qxb2, retando a las torres de Blancas a ocupar cualquier columna que deseen, pero en muchas continuaciones, el rey del equipo Mundo se quedaría incómodamente en el centro. Después de mucho debate en el foro de discusión, no se descubrió ninguna refutación clara a la captura del peón, pero aun así se consideraba una jugada muy riesgosa. Bacrot, Felecan, Paehtz y King estuvieron de acuerdo independientemente y el equipo Mundo decidió, con amplia mayoría, proteger al alfil y cerrar la columna con...

#### 20... Be5!
Kaspárov no cayó en la trampa sencilla de capturar el peón en h, (21.Qxh7 Rh8 haciendo pincho a la dama y peón en h de Kaspárov y el peón en h: 22.Qxg6 Bxh2+ 23.Kh1 Qg4 con al menos una pieza extra para el equipo Mundo) sino que optó por una jugada simple defensiva que restauró su amenaza para tomar el flanco de rey de Negras.

### Jugadas 21–30

#### 21. h3
Algunos miembros del equipo Mundo favorecían reforzar el flanco del rey con 21...Rh8, admitiendo que la jugada 15 fue un error. Defenderse de tal forma dejaría a Negras en una posición más bien pasiva, e invitaba a Kaspárov a desarrollar sus piezas. En lugar de ello, el equipo Mundo decidió jugar activamente, intercambiando los peones del flanco del rey por los peones del flanco de la dama de Kaspárov. Esta línea mostraba que la presión ejercida por la torre de Negras sobre el flanco de la dama no era una ilusión, y la respuesta de Kaspárov en la jugada 16, aunque brillante, creó una debilidad.

#### 21... Rxa4 22. Rxa4 Qxa4 23. Qxh7 Bxb2 24. Qxg6 Qe4 25. Qf7 Bd4
|    |       |       |       |       |       |       |       |    |  |
|    | a8    | b8    | c8    | d8    | e8    | f8    | g8    | h8 |  |
| a7 | b7 pd | c7    | d7 kd | e7 pd | f7 ql | g7    | h7    |    |  |
| a6 | b6 pd | c6 nd | d6 pd | e6    | f6    | g6    | h6    |    |  |
| a5 | b5    | c5    | d5    | e5    | f5 pd | g5 bl | h5    |    |  |
| a4 | b4    | c4    | d4 bd | e4 qd | f4    | g4    | h4    |    |  |
| a3 | b3    | c3    | d3    | e3    | f3    | g3    | h3 pl |    |  |
| a2 | b2    | c2    | d2    | e2    | f2 pl | g2 pl | h2    |    |  |
| a1 | b1    | c1    | d1    | e1    | f1 rl | g1 kl | h1    |    |  |
|    |       |       |       |       |       |       |       |    |  |

Al calmarse un poco el ambiente, el conteo de material estaba aún parejo, con una torre equilibrando a una torre y dos peones. Después de un intercambio de torres y sin que ningún lado tuviera peones que usar para contrarrestar al rey enemigo, ambos reyes estaban bastante seguros, lo suficiente como para hacer menos posibles los ataques directos. Por lo tanto, aunque las damas seguían en el tablero, el juego comenzó a tomar la forma del final del juego, en la que se hacía evidente la lucha por la promoción de peones. De hecho Kaspárov podría haber comenzado inmediatamente la marcha de su peón en la columna h, y el equipo Mundo habría tenido dificultades para detenerlo. Por otra parte, el peón del equipo Mundo en la columna b pudo haber avanzado igualmente veloz, haciendo de la situación una espada de doble filo. En lugar de comenzar la carrera de inmediato, Kaspárov hizo una jugada sutil para atar al equipo Mundo en una posición más pasiva.

#### 26. Qb3
Kaspárov atacó al débil peón en b, a la vez que preparaba Be3. El equipo Mundo no quería intercambiar alfiles, y consideró consolidarse con 26...Bc5 para que 27.Be3 pudiera ser enfrentado con 27...Nd4. Sin embargo, Kaspárov mantenía la amenaza aún mayor de usar primero su dama para después ayudar a su torre a introducirse en juego. Después de 26...Bc5 27.Qb1!, el equipo Mundo no podría haber aceptado un intercambio de damas que podría traer a la torre de Blancas a una posición activa, pero alejarse permitiría 28.Re1, y súbitamente las piezas de Blancas estarían muy bien coordinadas.
Continuando sus jugadas previas, el equipo Mundo encontró una alternativa activa, aunque peligrosa en 26...f4. Según análisis extensivo, se ha mostrado que esta jugada es al menos tan buena como 26...Bc5. Sin embargo, la recomendación de Krush era una vez más una alternativa solitaria frente a la recomendación unánime del resto de los analistas. En una votación extremadamente cerrada, 26...f4 venció a 26...Bc5 con un margen de 42.61% a 42.14%.

#### 26... f4!
El equipo Mundo logró bloquear al alfil de Kaspárov en su posición natural en e3 y amenazó, después de todo, con un ataque al rey de Blancas. 27.Qb1 podría haber sido confrontado con 27...Bxf2+, mientras que 27.Qd1 vería la respuesta 27...f3, y comenzar la carrera de peones con 27.h4 sería respondida con 27...Ne5 con una jugada atacante del equipo Mundo. Kaspárov optó entonces por una jugada sencilla y natural.

#### 27. Qf7
Mover a la dama al escaque del que acababa de regresar parecería la pérdida de un tempo. En realidad, el equipo Mundo había usado una jugada para defender al peón en f. Más aún, la dama de Blancas apoyó indirectamente al avance del peón de Kaspárov en la columna h, a la vez que frenó la amenaza del equipo Mundo de avanzar el peón a f3. Después de que el equipo Mundo defendió al peón en f, Kaspárov decidió arrancar la carrera hacia la promoción que había estado en el aire por algunas jugadas.

#### 27... Be5 28. h4 b5 29. h5 Qc4
|    |       |       |       |       |       |       |       |    |  |
|    | a8    | b8    | c8    | d8    | e8    | f8    | g8    | h8 |  |
| a7 | b7 pd | c7    | d7 kd | e7 pd | f7 ql | g7    | h7    |    |  |
| a6 | b6    | c6 nd | d6 pd | e6    | f6    | g6    | h6    |    |  |
| a5 | b5 pd | c5    | d5    | e5 bd | f5    | g5 bl | h5 pl |    |  |
| a4 | b4    | c4 qd | d4    | e4    | f4 pd | g4    | h4    |    |  |
| a3 | b3    | c3    | d3    | e3    | f3    | g3    | h3    |    |  |
| a2 | b2    | c2    | d2    | e2    | f2 pl | g2 pl | h2    |    |  |
| a1 | b1    | c1    | d1    | e1    | f1 rl | g1 kl | h1    |    |  |
|    |       |       |       |       |       |       |       |    |  |

El equipo Mundo no podía permitirse seguir avanzando ciegamente al peón en b con 29...b4, ya que la Dama de blancas aún podía proteger el escaque b3, y Negras habría perdido un tempo para protegerlo antes de avanzar de nuevo. La jugada 29...Qc4, en contraste, no perdería un tempo, ya que Kaspárov no se podía permitir el intercambio de Damas, ya que liberaría a los peones de negras y esto a su vez le daría al equipo Mundo un peón central con buena movilidad para el final del juego. La alternativa 29...Qe2 también habría sido una jugada defensiva para Negras, al ofrecer el intercambio del peón blanco en h por el peón negro en f. Sin embargo, como parte de ese intercambio, los alfiles también tendrían que salir de juego y ninguno de los cuatro analistas del equipo Mundo recomendaba intercambiar su peón móvil por el peón atorado de Negras.
Parte del análisis en los foros se enfocó en la posible respuesta de Kaspárov 30.Qf8, que mantenía a las Damas en el tablero y amenazaba con un posible ataque al Rey por la retaguardia. Sin embargo, al revisar varias líneas por computadora, no se encontró ninguna ventaja para Blancas en esta estrategia y más aún revelaba la posibilidad de que Blancas pudiera presionar demasiado hacia una posición compleja y terminar con una desventaja. Kaspárov decidió forzar un intercambio de Damas, liberar a su alfil atrapado, abrir la columna f y crear peones pasados y conectado para el final del juego. Las respuestas del equipo Mundo fueron esencialmente forzadas.

#### 30. Qf5+ Qe6
(Sin comentario)

### Jugadas 31–40

#### 31. Qxe6+ Kxe6 32. g3 fxg3 33. fxg3
|    |       |       |       |       |       |       |       |    |  |
|    | a8    | b8    | c8    | d8    | e8    | f8    | g8    | h8 |  |
| a7 | b7 pd | c7    | d7    | e7 pd | f7    | g7    | h7    |    |  |
| a6 | b6    | c6 nd | d6 pd | e6 kd | f6    | g6    | h6    |    |  |
| a5 | b5 pd | c5    | d5    | e5 bd | f5    | g5 bl | h5 pl |    |  |
| a4 | b4    | c4    | d4    | e4    | f4    | g4    | h4    |    |  |
| a3 | b3    | c3    | d3    | e3    | f3    | g3 pl | h3    |    |  |
| a2 | b2    | c2    | d2    | e2    | f2    | g2    | h2    |    |  |
| a1 | b1    | c1    | d1    | e1    | f1 rl | g1 kl | h1    |    |  |
|    |       |       |       |       |       |       |       |    |  |

A pesar de las reducciones materiales, a posición se mantuvo aguda debido a la presencia de seis peones pasados. En la jugada 32 Kaspárov inicia una sucesión que, después de un intercambio de peones, abrirá la columna f para su torre y dejará al peón en g como soporte en h. En la jugada 33, el equipo Mundo tuvo la opción de atacar al peón en g de Kaspárov, perdiendo dos tempi en la carrera por la promoción. Después de la sucesión 33...Bxg3 34.h6 Be5 35.h7 Bg7 36.Rf8 b4 37.h8=Q Bxh8 38.Rxh8 le hubiera seguido un fin de juego extremadamente desbalanceado, con una torre y alfil por parte de Kaspárov contra un caballo y cuatro peones por parte del equipo Mundo. La posición central del caballo negro podría haber sido suficiente para sostener el juego y terminar en tablas, pero ninguno de los cuatro analistas confió lo suficiente en dicha posición como para recomendarla. En lugar de ello, el equipo Mundo  votó por un contraataque, como era usual, esta vez con un voto de 72%.

#### 33... b4 34. Bf4
La oferta de Kaspárov de intercambiar alfiles tomó a los participantes del foto por sorpresa. Se había asumido que Kaspárov intentaría traer su rey al centro para frenar a los peones negros, y el equipo Mundo consideró fuertemente 34.Kf2 Kf5. Después de la jugada real de Kaspárov, habría sido un suicidio para ellos llevar a cabo el intercambio de su preciado alfil. 34...Bd4+ se veía prometedor, particularmente porque no perdería un tempo, ya que Kaspárov tendría que librarse del jaque. Después del juego, Kaspárov mencionó que no habría podido vencer si el equipo Mundo hubiera jugado a la defensiva con 34...Bh8, pero la posibilidad no recibió mucha atención en el foro de discusión. Danny King anotó 34...Bh8 en su comentario a la par, pero los cuatro analistas oficiales se sintieron más cómodos con un papel más activo, así que 34...Bd4+ ganó la votación.

#### 34... Bd4+
El equipo Mundo se apresuró a proponer defensas contra cualquiera de los avances del rey de Kaspárov, 35.Kg2 y 35.Kh2. En una de las filas, el caballo negro amenaza con escoltar al peón en b y regresar al lado del rey justo a tiempo para detener al peón blanco en h, con un jaque en f4 a mitad del camino. En una fila posterior sería crítico tener al alfil negro en posibilidad de atacar al rey blanco desde e5. Pero Kaspárov sorprendió a todos con una jugada increíble:

#### 35. Kh1!
Aunque intuitivamente no tiene mucho sentido alejar al rey de la acción hacia una esquina donde no puede apoyar a los peones que buscan coronarse, ni detener el avance de los peones contrarios, esta jugada puso al equipo Mundo en un serio aprieto.
Quizá el efecto en los ánimos del foro de discusión fue mayor que el efecto en el tablero mismo. Por segunda vez consecutiva, Kaspárov había evitado casi toda la preparación del equipo Mundo sin conceder posición en el proceso. Esto no fue una coincidencia, como el equipo Mundo aprendería después. Las tensiones aumentaron en el foro. Uno de los mayores focos de discusión fue si Kaspárov mismo estaría leyendo la discusión en el foro. Aunque hubo intentos de comunicación mediante correo electrónico, la mayoría de participantes lo consideró inconcebible, con menciones al por qué Kaspárov necesitaría la ayuda de jugadores inferiores. Esto resultó ser inocente. A medida que el equipo Mundo comenzó a entrar en pánico en una posición peligrosa, los insultos y ánimos caldeados alcanzaron niveles récord que no se habían visto desde la primera docena de jugadas del juego. Hubo incluso afirmaciones que sostenían que la jugada 33 perdió el juego por completo.
En la escaramuza que le siguió a la movida 35 de Kaspárov, nadie notó que 35...Ne5 era probablemente suficiente para mantener una posición equilibrada, y en lugar de ello optaron por continuar el ataque de peón en b, bajo la influencia de Krush, quien había descubierto lo que parecían ser continuaciones adecuadas para su equipo.

#### 35... b3 36. g4
|    |       |       |       |       |       |       |       |    |  |
|    | a8    | b8    | c8    | d8    | e8    | f8    | g8    | h8 |  |
| a7 | b7 pd | c7    | d7    | e7 pd | f7    | g7    | h7    |    |  |
| a6 | b6    | c6 nd | d6 pd | e6 kd | f6    | g6    | h6    |    |  |
| a5 | b5    | c5    | d5    | e5    | f5    | g5    | h5 pl |    |  |
| a4 | b4    | c4    | d4 bd | e4    | f4 bl | g4 pl | h4    |    |  |
| a3 | b3 pd | c3    | d3    | e3    | f3    | g3    | h3    |    |  |
| a2 | b2    | c2    | d2    | e2    | f2    | g2    | h2    |    |  |
| a1 | b1    | c1    | d1    | e1    | f1 rl | g1    | h1 kl |    |  |
|    |       |       |       |       |       |       |       |    |  |

En esta posición Kasparov tenía peones pasados y conectados que se apoyaban el uno al otro, mientras que el equipo Mundo necesitaba que el caballo (o posiblemente incluso el rey) se moviera con dificultad para escoltar al peón negro en b hacia la coronación. Aún más, si el alfil negro se movía, la torre blanca podría deslizarse hasta g1 donde podría apoyar temporalmente al peón en g desde la retaguardia sin dejar de vigilar al escaque de coronación b1, otro punto sutil de la jugada 35 de Kasparov. Finalmente, al controlar temporalmente los escaques oscuros con su alfil y los claros con sus peones (lo cual no habría sido posible con 36.h6 ) Kasparov previno el avance del de negras a f5, lo que en algunas filas podría haber sido suficiente para bloquear a los peones.
El foro de discusión estaba al borde de la desesperación en este punto, bajo la convicción de que 36...b2 perdería ante 37.g5 Nb4 38.g6 Nd3 39.h6, y entonces 39...Nxf4 no sería jaque debido a la jugada 35 de Kasparov, y por lo tanto fracasaría en su intento de sacar tablas. De forma similar, la jugada inmediata 36...Nb4 simplemente movería todo a la fila de arriba y perdería. La única jugada que se creía tenía algún futuro hacia las tablas era 36...Kd5, la cual Krush recomendó enfáticamente, mientras que Bacrot y Felecan sugirieron 36...b2, mientras que Paehtz mencionaba 36...Nb4. Esto llevó a otra votación cerrada, con 36...Kd5 ganando con 37.69% del voto contra 36...b2 con 37.11%.

#### 36... Kd5!
El juego que había comenzado en junio se había extendido ya hasta septiembre, más de lo que cualquiera había proyectado. Kasparov, sin embargo, se sentía con mayor confianza que antes y convocó a una conferencia de prensa acerca del juego, presumiblemente para anunciar una victoria forzada. Las piezas de negras no parecían estar a la altura necesaria para detener a los peones de blancas y avanzar al peón de negras al mismo tiempo; mientras que el caballo de blancas estaba rechazando amenazas por sí solo, sin siquiera moverse.

#### 37. g5
Los dos peones de Kasparov aparentemente necesitaban ser detenidos con dos piezas negras, pero el caballo de negras no podía cruzar a través de e5 porque Kasparov simplemente habría intercambiado su alfil blanco por él. Por lo tanto, el foro volcó su atención a 37...e5, alejando al alfil de blancas y asegurando el paso para Ne7. Pero Kasparov tenía respuesta en 38.Bc1! Sus peones tendrían suficiente fuerza como para haber sacrificado al algil por el peón de negras en b, en particular porque el alfil de negras estaría temporalmente alejado del escaque de coronación h8. Además en varias líneas en las que negras no fuerza al alfil de blancas a rendirse, puede darle la vuelta con Ba3, empatando al rey de negras a la defensa del peón en d6.
Con la espalda contra la pared, el equipo Mundo encontró la única jugada que lo salvaba.

#### 37... e6
Esta jugada
abría e7 para que el caballo de negras pudiera cruzar, pero también mantenía abierta la diagonal a1-h8 para el alfil de negras. Kasparov probablemente pensó que 38.Rd1 ganaría en esta variante. Ciertamente muchos participantes del foro así lo pensaron. Pero un análisis exhaustivo muestra que el equipo Mundo tenía suficientes recursos para mantenerse en pie, a veces con mucha dificultad, si respondía con 38...Ke4. El poder del rey de negras en el centro vis-a-vis el rey de blancas en la esquina también tendría repercusiones, demostrando que incluso las jugadas brillantes en el ajedrez pueden tener desventajas menores.
En lugar de intentar las complejidades de la variante 38.Rd1 Kasparov mencionó en su conferencia de prensa que no tenía idea de cómo terminaría el juego y comenzó a forzar al equipo Mundo a un final en el que cada lado tendría una nueva dama, y el resultado era aún incierto.

### Jugadas 41–50

#### 41. Bxd4 exd4
|    |       |       |       |       |    |       |       |    |  |
|    | a8    | b8    | c8    | d8    | e8 | f8    | g8    | h8 |  |
| a7 | b7 pd | c7    | d7    | e7 nd | f7 | g7    | h7    |    |  |
| a6 | b6    | c6    | d6 pd | e6    | f6 | g6    | h6 pl |    |  |
| a5 | b5    | c5    | d5    | e5    | f5 | g5 pl | h5    |    |  |
| a4 | b4    | c4 kd | d4 pd | e4    | f4 | g4    | h4    |    |  |
| a3 | b3 pd | c3    | d3    | e3    | f3 | g3    | h3    |    |  |
| a2 | b2    | c2    | d2    | e2    | f2 | g2    | h2    |    |  |
| a1 | b1    | c1    | d1 rl | e1    | f1 | g1    | h1 kl |    |  |
|    |       |       |       |       |    |       |       |    |  |

Las jugadas del equipo Mundo fueron esencialmente forzadas. La oportunidad principal de Kasparov para desviar habría sido 40.Bc1, pero entonces 40...Ke6 parecía mantenerse en pie. Aunauq el alfil de negras estaba temporalmente bloqueado para detener a los peones, el rey de negras estaba temporalmente libre, y un tempo extra en posiciones así marca mucha diferencia. Kasparov, al hacer su jugada 38, había muy posiblemente decidido forzar todas las respuestas del equipo Mundo hasta la jugada 50
A medida que el juego se volvía más estratégico, con planes de final de juego reemplazando a las tácticas de medio juego, parecía que la habilidad de votar por una buena jugada era demasiado para los miembros del equipo Mundo. Por ejemplo, la jugada 40...Kc4 era un tempo crucial para que el equipo luchara en la promoción de su peón en b, así que todos los analistas recomendaron la jugada, pero recibió un mero 79% del voto. Las jugadas anteriores habían recibido hasta un 98% del voto. Quizá esto reflejaba el hecho de que muchos jugadores más débiles consiguieron pistas a través de sus computadoras, que eran notablemente malas en situaciones de final de juego.
Los peones del equipo Mundo se habían convertido en una amenaza suficientemente fuerte como para que la torre de Kasparov no pudiera mantener el rol doble de cuidar la primera fila y de forzar a los peones pasados contra el caballo de negras. Por lo tanto, el rey de blancas tuvo que salir al fin de su esquina.

#### 42. Kg2 b2 43. Kf3 Kc3 44. h7
Kasparov could have made the pawn advance on either of the two previous moves as well, but it would have merely transposed, with the World Team responding as it did in the actual game:

#### 44... Ng6 45. Ke4 Kc2 46. Rh1
|    |       |       |       |       |    |       |       |    |  |
|    | a8    | b8    | c8    | d8    | e8 | f8    | g8    | h8 |  |
| a7 | b7 pd | c7    | d7    | e7    | f7 | g7    | h7 pl |    |  |
| a6 | b6    | c6    | d6 pd | e6    | f6 | g6 nd | h6    |    |  |
| a5 | b5    | c5    | d5    | e5    | f5 | g5 pl | h5    |    |  |
| a4 | b4    | c4    | d4 pd | e4 kl | f4 | g4    | h4    |    |  |
| a3 | b3    | c3    | d3    | e3    | f3 | g3    | h3    |    |  |
| a2 | b2 pd | c2 kd | d2    | e2    | f2 | g2    | h2    |    |  |
| a1 | b1    | c1    | d1    | e1    | f1 | g1    | h1 rl |    |  |
|    |       |       |       |       |    |       |       |    |  |

El equipo Mundo necesitaba avanzar al peón en d, así como al peón en b, para obtener una segunda dama después de que Kasparov sacrificara su torre para obtener una dama. Noventa por ciento del equipo votó, en contra de las recomendaciones de los analistas, a favor de la jugada altamente desfavorable de promover al peón en b, que pierde después de 46...b1=Q? 47.Rxb1 Kxb1 48.Kxd4. Kasparov había avanzado a su rey hacia el centro en lugar de derecho para darle oportunidad al equipo Mundo de cometer este error. El rey de blancas llegaría a asistir a los peones con la misma velocidad tanto si avanzaba en línea recta como en diagonal, y los movimientos en diagonal proporcionaban amenazas adicionales en el centro.

#### 46... d3 47. Kf5
Para la jugada 47 del equipo Mundo, los analistas fueron unánimes una vez más, esta vez recomendado la promoción inmediata. Sin embargo 15% de los votantes estuvieron tentados a intentar mantener su caballo unas jugadas más con 47...Nh8. Esto habría llevado a un final perdido después de 48.g6 d2 49.g7 d1=Q 50.Rxd1 Kxd1 51.gxh8=Q b1=Q+, cuando negras no puede orquestar un jaque perpetuo.

#### 47... b1=Q 48. Rxb1 Kxb1 49. Kxg6 d2 50. h8=Q d1=Q
|    |       |    |       |    |    |       |    |       |  |
|    | a8    | b8 | c8    | d8 | e8 | f8    | g8 | h8 ql |  |
| a7 | b7 pd | c7 | d7    | e7 | f7 | g7    | h7 |       |  |
| a6 | b6    | c6 | d6 pd | e6 | f6 | g6 kl | h6 |       |  |
| a5 | b5    | c5 | d5    | e5 | f5 | g5 pl | h5 |       |  |
| a4 | b4    | c4 | d4    | e4 | f4 | g4    | h4 |       |  |
| a3 | b3    | c3 | d3    | e3 | f3 | g3    | h3 |       |  |
| a2 | b2    | c2 | d2    | e2 | f2 | g2    | h2 |       |  |
| a1 | b1 kd | c1 | d1 qd | e1 | f1 | g1    | h1 |       |  |
|    |       |    |       |    |    |       |    |       |  |

La carrera por las damas terminó en un empate. La posición, sin embargo, no era igual. El peón avanzado de Kasparov en g era una amenaza inminente a la dama, mientras que los peones del equipo Mundo eran tanto riesgos como material preciado, ya que podían darle al rey de blancas una mínima protección de escaques amenazados. El plan general de defensa para el equipo Mundo era posicionar favorablemente al rey para que Kasparov no pudiera amenazar un intercambio mortal de daas y después dar jaque al rey de Kasparov para evitar que coronara a su peón en g. En algunas variantes el equipo Mundo podría haber ganado en el contraataque si avanzaba sus propios peones, pero esto era una estrategia secundaria.
El equipo Mundo se apoyó fuertemente en el análisis por computadora por una buena parte del juego, pero en este punto los algoritmos de ajedrez forward-searching («de búsqueda hacia adelante») comenzaban a dar sugerencias sin valor. Este tipo de posición es pobremente comprendido por las computadoras, con excepción de las bases de datos de tablas de finales. En octubre de 1999, sin embargo, no habían dichas bases de datos de 7 piezas, que eran justamente las que quedaban en la posición actual. Después de que acabara el juego, Peter Karrer de Suiza construyó una base de datos especializada con el propósito particular de entender este final de juego. Con la ayuda de esta base de datos, Krush y Ken Regan fueron capaces de probas que la posición del equipo Mundo después de la jugada 50 era tablas con jugadas óptimas en ambos bandos. Tanto Kasparov como el foro de discusión sospecharon que la posición estaba dada, pero como se vio por el progreso del juego, nadie comprendía por completo la posición en ese momento.
Algunos miembros del equipo Mundo intentaron aumentar su comprensión del juego consultando bases de datos actualizadas con cinco piezas, omitiendo los dos peones de negras, y no consiguieron avances significativos. Afortunadamente para el equipo Mundo, los peones de negras complicaban la posición enormemente, y no eran necesarios para la ventaja del equipo. Por ejemplo, se encontraron posiciones en las que teóricamente era posible sacar tablas con ambos peones en tablero, pero que podrían significar la victoria para blancas si exactamente uno de ellos no estaba. 
Desde 2012 han existido las bases de datos de Lomonosov (http://tb7.chessok.com/) que mencionan que la posición es de tablas. Más aún, software especializado desarrollado por Brent Baccala ha demostrado que negras pudo haber sacado tablas sin intentar coronar a us peones y sin mover al rey de los escaques a-d 1-4 (http://www.freesoft.org/software/hoffman/)

### Jugadas 51–62

#### 51. Qh7
La jugada amenazaba con darle tempo a Kasparov al mover su rey y dar jaque al descubierto. Krush y el foro llegaron a la respuesta 51...Ka1, que Kasparov mencionó después como una que consideraba como empate por completo y que análisis posteriores han confirmado como tal. Pero Felecan recomendó 51...d5 y Paehtz recomendó 51...b5, mientras que Bacrot no dio recomendación alguna. Por primera vez en 40 jugadas, la recomendación de Krush no fue seleccionada, perdiendo 51...Ka1 con 34% del voto contra 39% a favor de 51...b5.
Alguien bajo el alias de "Jose Unodos" mencionó en broma que había amañado el voto a favor de la sugerencia de Paehtz 51...b7–b5 en lugar de Kb1–a1 que Krush y muchos otros creían era mucho mejor. Sin embargo, incluyó una explicación de cómo podría haberlo hecho. El método de «llenado de urnas» que mencionó era plausible, como lo comprobaron los miembros del foro en la jugada 59, después de que Kasparov había asegurado su victoria. MSN insistió en que el resultado de la jugada no fue alterado en forma alguna.

#### 51... b5 52. Kf6+
Tanto Krush como el foro llegaron a la conclusión de que 52...Kc1 ofrecía las mejores probabilidades de obtener tablas. Sin embargo, con la recomendación de Bacrot 52...Ka1 y tanto Felecan como Paehtz mencionando 52...Kb2, esta última opción ganó con 42% del voto. Su idea era usar al rey para apoyar la promoción del peón en b, pero no funciona.

#### 52... Kb2
Kasparov hizo una maniobra inadecuada, pero que parece razonable, en un intento de proteger su rey de jaques en la columna f:

#### 53. Qh2+ Ka1! 54. Qf4
|       |       |    |       |    |       |       |    |    |  |
|       | a8    | b8 | c8    | d8 | e8    | f8    | g8 | h8 |  |
| a7    | b7    | c7 | d7    | e7 | f7    | g7    | h7 |    |  |
| a6    | b6    | c6 | d6 pd | e6 | f6 kl | g6    | h6 |    |  |
| a5    | b5 pd | c5 | d5    | e5 | f5    | g5 pl | h5 |    |  |
| a4    | b4    | c4 | d4    | e4 | f4 ql | g4    | h4 |    |  |
| a3    | b3    | c3 | d3    | e3 | f3    | g3    | h3 |    |  |
| a2    | b2    | c2 | d2    | e2 | f2    | g2    | h2 |    |  |
| a1 kd | b1    | c1 | d1 qd | e1 | f1    | g1    | h1 |    |  |
|       |       |    |       |    |       |       |    |    |  |

Krush y otros miembros recomendaron sacrificar el peón en b con 54...b4 para permitirle a la dama de negras dar jaque en la columna f. Esto se basaba parcialmente en las bases de datos, que asumían intercambios para llegar a una conclusión libre de errores al reducir el número de iezas y posibilidades. Bacrot recomendó centralizar a la dama de negras con 54...Qd5!, mientras que Felecan y Paehtz sugirieron 54...Qd3.
El análisis posterior ha mostrado que la recomendación de Bacrot pudo haber mantenido el equilibrio de forma relativamente comprensible, mientras que la jugada de Felecan y Paehtz's lo hubiera logrado con mocimientos ingeniosos, y la jugada de Krush concedería a Kasparov una victoria forzada si él podía encontrarla. 

#### 54... b4?
Esta jugada fue el primer error en el final del juego de 7 piezas. La base de datos muestra que tanto 54...Qd3 como 54...Qd5 terminan teóricamente en tablas.

#### 55. Qxb4
El final de juego de seis piezas existe en bases de datos actuales con todos los finales posibles. Después de 55.Qxb4 las bases de datos muestran que Blancas pueden ganar en unas extensivas 82 jugadas. Sin embargo, es difícil para ambos bandos encontrar dicha defensiva comenzando con 55...Qf3+ o 55...Qf1+

#### 55... Qf3+ 56. Kg7 d5 57. Qd4+ Kb1 58. g6
|    |       |    |       |    |       |       |    |    |  |
|    | a8    | b8 | c8    | d8 | e8    | f8    | g8 | h8 |  |
| a7 | b7    | c7 | d7    | e7 | f7    | g7 kl | h7 |    |  |
| a6 | b6    | c6 | d6    | e6 | f6    | g6 pl | h6 |    |  |
| a5 | b5    | c5 | d5 pd | e5 | f5    | g5    | h5 |    |  |
| a4 | b4    | c4 | d4 ql | e4 | f4    | g4    | h4 |    |  |
| a3 | b3    | c3 | d3    | e3 | f3 qd | g3    | h3 |    |  |
| a2 | b2    | c2 | d2    | e2 | f2    | g2    | h2 |    |  |
| a1 | b1 kd | c1 | d1    | e1 | f1    | g1    | h1 |    |  |
|    |       |    |       |    |       |       |    |    |  |

Kaspárov jugó forzando las jugadas 55-57 y el equipo Mundo respondió con mayoría de votos con las mejores jugadas posibles. Sin embargo, en la jugada 58 hubo otro foco de controversia. Tanto 58...Qe4 como 58...Qf5 parecían razonables, pero los integrantes del foto habían analizado la primera opción y concluían que llevaba a una derrota forzada, así que Krush recomendó la segunda. Debido a un problema técnico con el correo electrónico, la recomendación y análisis de Krush no llegaron a tiempo al sitio de MSN y la votación prosiguió por un tiempo con la recomendación de Bacrot y Paehtz 58...Qe4 en contra de la recomendación de Felecan  58...Qf5. Cuando la jugada débil ganó el voto con 49% del total contra 44%, hubo reclamos por la invalidación del resultado por el atraso de la recomendación de Krush. El problema se acentuaba por el hecho de que Kaspárov mismo se había atrasado en presentar varias de sus jugadas sin deméritos ni advertencias, mientras que Krush esperaba hasta las primeras horas de la mañana y debía asistir al colegio al día siguiente. En esta jugada Krush no esperaría más y envió el correo apresuradamente más tarde ese mismo día.
Kaspárov admitió que 58...Qf5 habría sido una mejor resistencia, pero afirmó que también llevaba a una derrota, y publicó una "victoria forzada". Los análisis y bases de datos posteriores han mostrado un error en el análisis de Kaspárov, pero han confirmado que 58...Qf5 no podría haber salvado de tablas aún con jugadas óptimas por ambos bandos. La variación principal comienza con 58...Qf5 59.Kh6 Qe6 60.Qg1+ Ka2 61.Qf2+ Kb1 62.Qd4 Ka2 63.Kg5 Qe7+ 64.Qf6 Qe3+ 65.Qf4 Qg1+ 66.Kf6 Qb6+ 67.Kf7 Qb7+ 68.Ke6 Qc8+ 69.Kf6 Qd8+ 70.Kf5 Qc8+ 71.Kg5 Qc3 72.Qh2+ Ka1 73.Qe2 Kb1 74.Qf2 Qc1+ 75.Kg4 Qc3 76.Qf1+ Kc2 (or Kb2 77.Kf5 Qc7 78.Qe2+ Kb1) 77.Kf5 Qc7 78.Qe2+ Kb1 79.Qd3+ Ka2 80.Qa6+ Kb3 81.Qe6 Ka2 82.Qf7 Qc2+ 83.Ke6 Qe2+ 84.Kxd5

#### 58... Qe4 59. Qg1+
En estos momentos varios miembros desairados del foro, sabiendo que el juego estaba perdido, sugirieron 59...Qe1?? lo que llevaría rápidamente a una victoria de Kaspárov. Esta sugerencia expresaba frustración sobre cómo había progresado el juego desde la jugada 58. El error técnico del correo electrónico aún irritaba a muchos participantes, que sentían que era el causante de la situación perdedora actual. La jugada 59...Qe1?? ganó la mayoría de votos, pero Microsoft invalidó toda esa votación, afirmando que había ocurrido algún tipo de fraude. MSN también anunció que esta era la única ocasión en la que había habido fraude a un nivel significativo, aunque algunos jugadores (como se mencionó previamente) habían hecho públicos sus métodos de fraude y habían admitido usarlos anteriormente. Esto llevó a aún más enojo en los participantes. Aunque se reconoció que pudo haber habido fraude, también se ha pensado que 59...Qe1?? habría ganado la votación de cualquier forma.[cita requerida] MSN se rehusó a publicar los totales de la votación, así que no es posible análisis independiente de la situación. [cita requerida] Debido a las quejas, Microsoft agregó la opción de abandonar la partida en la siguiente votación, que obtuvo 28% del voto la primera vez que estuvo disponible. 

#### 59... Kb2 60. Qf2+ Kc1 61. Kf6 d4 62. g7 1–0
En su jugada 62, Kaspárov anunció un jaque mate forzado en 28 jugadas encontrado por el programa de computadora Deep Junior. A luz de ello, 51% del equipo Mundo votó por abandonar el juego el 22 de octubre, cuatro meses después del inicio del juego.
|    |    |       |       |       |       |       |    |    |  |
|    | a8 | b8    | c8    | d8    | e8    | f8    | g8 | h8 |  |
| a7 | b7 | c7    | d7    | e7    | f7    | g7 pl | h7 |    |  |
| a6 | b6 | c6    | d6    | e6    | f6 kl | g6    | h6 |    |  |
| a5 | b5 | c5    | d5    | e5    | f5    | g5    | h5 |    |  |
| a4 | b4 | c4    | d4 pd | e4 qd | f4    | g4    | h4 |    |  |
| a3 | b3 | c3    | d3    | e3    | f3    | g3    | h3 |    |  |
| a2 | b2 | c2    | d2    | e2    | f2 ql | g2    | h2 |    |  |
| a1 | b1 | c1 kd | d1    | e1    | f1    | g1    | h1 |    |  |
|    |    |       |       |       |       |       |    |    |  |

## Desenlace
Kaspárov ha afirmado: "Pasé más tiempo analizando este juego que ningún otro". Después del juego, Kaspárov sorprendió a mucha gente en el foro de MSN (que se mantuvo abierto por petición popular) al anunciar que había leído el foro de estrategia del equipo Mundo. Este diálogo ocurrió en la entrevista por chat que se hizo después del juego:

- Host Chris_MSNBC dice: ¿Venías a menudo a leer nuestros comentarios en el BBS?

- Host Garry_Kasparov dice: Desde luego que lo usé para mejorar, miraba por ahí y seguía la discusión en MSN.com

También reconoció al equipo por jugar al más alto nivel:

Creo que el mundo se merece llegar a tablas...

Kaspárov justificó su decisión afirmando que necesitaba cierta ventaja. En juegos posteriores contra el Mundo, se crearon foros más seguros, protegidos con contraseña o con al menos un juramento por parte del competidor de no leer el foro.
En el 2000 Kaspárov publicó un libro acerca de la partida: Kasparov Against the World: The Story of the Greatest Online Challenge («Kasparov contra el mundo: la historia del reto en línea más grande de todos»), coescrito con el Gran Maestro Daniel King. El libro de 202 páginas tiene un récord por ser el análisis más grande dedicado a un solo juego de ajedrez.